# Johann Hauler
Johann Hauler (* 9. Oktober 1829 in Oberrimsingen; † 9. August 1888 in Trautmannsdorf an der Leitha) war ein österreichischer klassischer Philologe und Lehrer deutscher Herkunft.

## Leben
Hauler besuchte das Gymnasium in Freiburg im Breisgau und studierte anschließend klassische und romanische Philologie, zunächst an der Universität Bonn bei Friedrich Ritschl und Friedrich Gottlieb Welcker, dann in Freiburg bei Theodor Bergk und schließlich in Paris. Während seines Studiums wurde er 1851 Mitglied der Burschenschaft Teutonia Freiburg. 1855 wurde er in Freiburg mit der Dissertation De Theocriti vita et carminibus promoviert und als Lehrer für Alte Sprachen und Französisch an das deutsche Gymnasium in Ofen berufen, wo 1859 sein Sohn Edmund geboren wurde. 1860 wurde Hauler nach Wien versetzt, wo er als Oberlehrer zunächst am Theresianum, ab 1862 am Akademischen Gymnasium arbeitete. 1877 wurde er Direktor des Staatsgymnasiums Wien II., 1880 Mitglied des Landesschulrats für Niederösterreich.
Hauler war ein Vorkämpfer des Vereins „Mittelschule“ und des Französischunterrichts. Sein Lateinisches Übungsbuch erschien bis 1938 in 32 Auflagen, die von verschiedenen Fachkollegen bearbeitet wurden (darunter auch sein Sohn Edmund Hauler).
1934 wurde die Haulerstraße in Wien-Alsergrund (9. Bezirk) nach ihm benannt.